# Guntín
Guntín – miasto w Hiszpanii we wspólnocie autonomicznej Galicja w środkowej części prowincji Lugo.